# 1914 전투
1914 전투(The Legions)는 다리우스 가예브스키 감독이 제작하고 2019년에 개봉한 2019년의 전쟁 액션 드라마 영화이다. 또한 1914 전투는 123년간 지배당한 폴란드가 제1차 세계대전을 계기로 혁명을 시작하는 내용을 다룬다.

## 출연
- 세바스티안 파비얀스키
- 바르토시 겔너
- 빅토리아 블란스카

## 같이 보기
- 폴란드